# Silta
Silta (en rus: Силта) és un poble del Daguestan, a Rússia, que en el cens del 2010 tenia 257 habitants. Pertany al districte rural de Gunib.